# 테더페이백
테더페이백(영어: TetherPayBack)는 2022년 홍콩 기업 TEPBACK LIMITED. 에 의해 운영되는 암호화폐 거래수수료 캐시백 플랫폼이다. Binance, Bybit, Bitget, OKX, MEXC 등 글로벌 주요 거래소와의 파트너 계약을 통하여 캐시백 서비스를 제공하고 있다.

## 상세
테더페이백은 국내 최초의 수수료 환급 서비스로 국내외에 페이백 서비스를 제공하고 있다. 주요 거래소들과 공식 계약을 통한 24시 환급 기능과 실시간 페이백 내역 제공으로 코인 투자자들 사이에서 신뢰도가 높은 편이다.
24년 9월에 진행한 테더페이백 후기글 모음에서 사용자들의 실 사용 후기도 확인이 가능하다.
후기를 보면 바이낸스와 공식 파트너를 맺은 유일한 페이백 플랫폼이란 장점이 있지만, 빙X 와 후오비 등 많은 거래소를 지원하지 않는다는 단점이 있다.
24년 9월에 진행한 테더페이백 후기글 모음]에서 사용자들의 실 사용 후기도 확인이 가능하다. 후기를 보면 바이낸스와 공식 파트너를 맺은 유일한 페이백 플랫폼이라는 장점이 있지만, 빙엑스와 후오비 등 많은 거래소를 지원하지 않는다는 단점[3]이 있다.

## 연혁 및 주요 공지사항

### 2024년
- 9월 : 테더페이백 증정금 공지사항[3]
  - 테더페이백 777777 증정금 이벤트 공지사항

### 2023년
- 7월 : 플랫폼 공식 론칭
- 6월 : MEXC 사건 발생[4]

### 2022년
- 암호화폐 거래소 페이백 서비스 국내 최초 플랫폼 테더페이백 설립

## 제휴현황
Binance, Bybit, Bitget, OKX, MEXC, 비트마트 총 6개의 거래소 모두 40% 페이백을 제공한다.